# Charing Cross

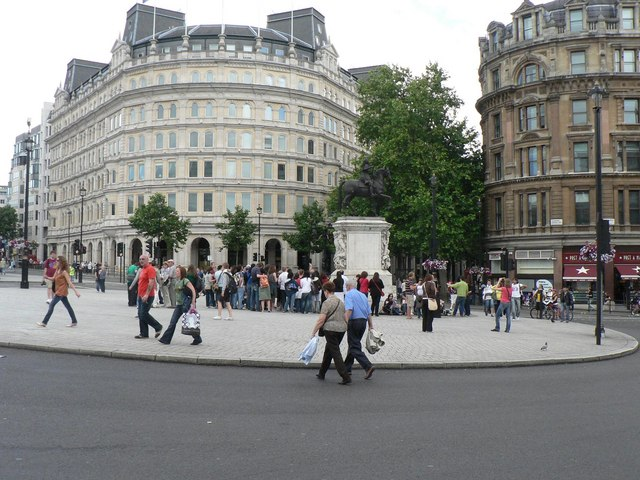
De rotonde in 2008

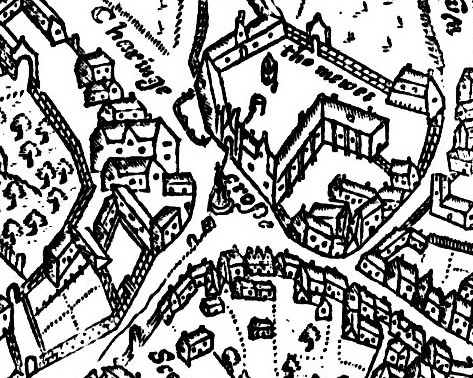
Charing Cross op John Nordens kaart van Westminster uit 1593. Het noorden is rechtsboven, Whitehall is linksonder.

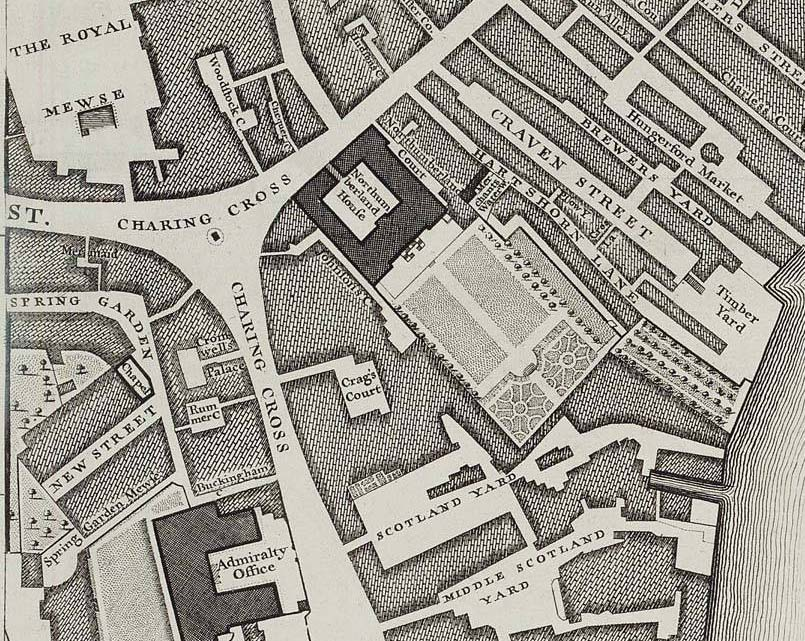
Fragment van John Rocques kaart van Londen uit 1746 met aan de zuidkant Northumberland House, nog zonder de zijvleugels.

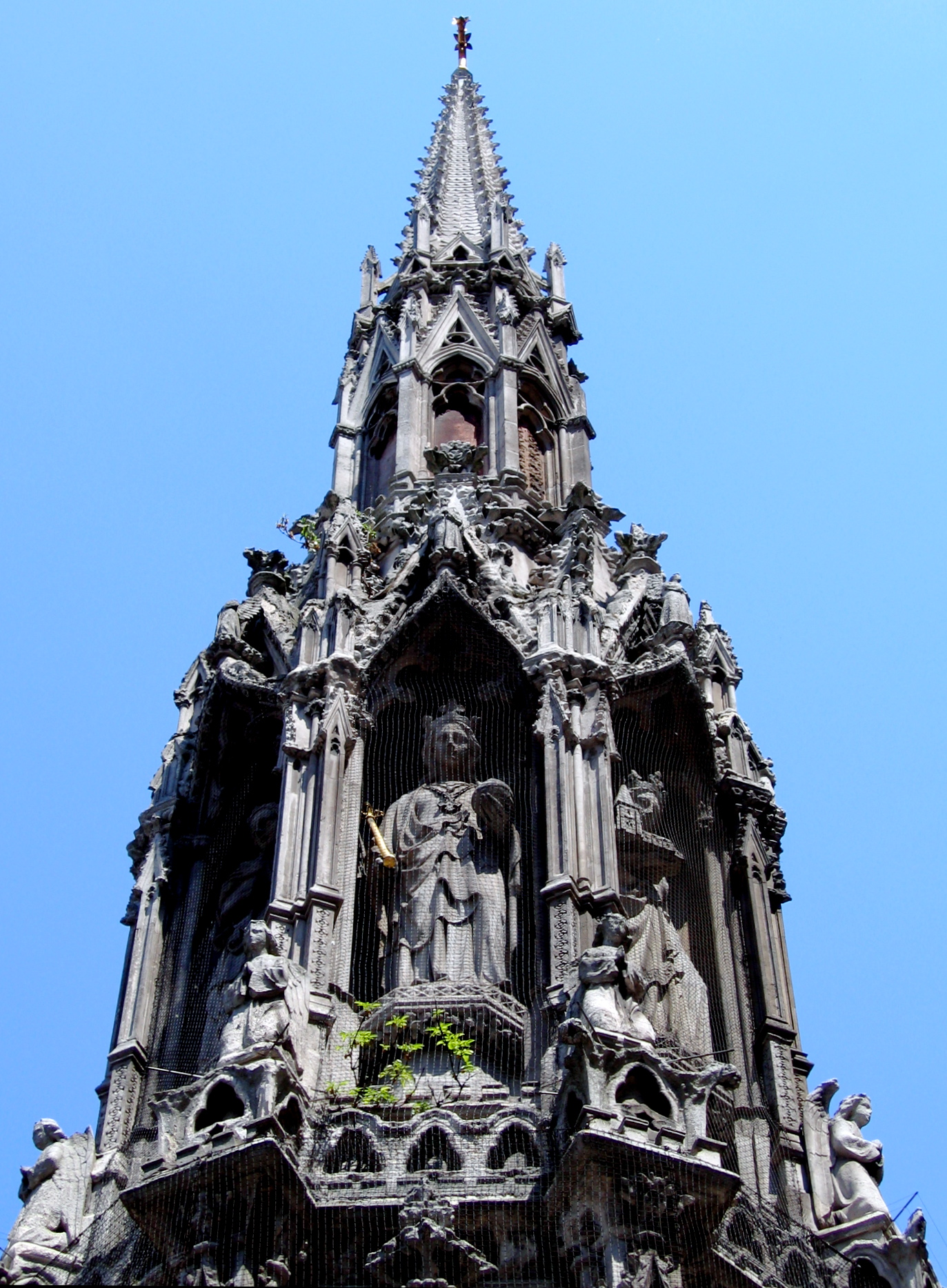
Het Victoriaanse Eleanor-kruis op Charing Cross, min of meer gebaseerd op het oorspronkelijke middeleeuwse kruis.

Charing Cross is een oud verkeersknooppunt in Centraal-Londen, dat het later aangelegde Trafalgar Square aan de zuidzijde begrenst. Het is officieel het middelpunt van Londen: afstanden in Londen worden traditioneel gemeten tot Charing Cross. Het kruispunt ligt ruim vierhonderd meter ten westen van de Hungerford Bridge over de Theems, waar de rivier scherp naar het oosten buigt. 

## Het knooppunt
Op oude kaarten is Charing Cross een driesprong, anno 2020 is Charing Cross een rotonde. Tot 1931 werd ook de eerste 130 meter van Whitehall tot Charing Cross gerekend, tot aan Great Scotland Yard, de zijstraat waaraan het hoofdbureau van de Londense politie zijn naam Scotland Yard te danken heeft.
De rotonde heeft zes aansluitingen; kloksgewijs:
- De A400 loopt in noordelijke richting, onder de naam Charing Cross Road, langs de oostkant van Trafalgar Square richting Camden Town;
- De Strand, die vroeger de noordoever van de Theems vormde, loopt naar het noordwesten;
- De Northumberland Avenue loopt in oostzuidoostelijke richting recht naar de Theems en eindigt op de oever onder de Hungerford Bridge en de bijbehorende voetgangersbruggen, de Golden Jubilee Bridges;
- Whitehall loopt in zuidelijke richting langs het noordwaarts stromende deel van de Theems en is een metafoor voor het Britse regeringscentrum;
- The Mall, die in het verlengde van de Strand naar het zuidwesten loopt, langs de Admiralty Arch en Buckingham Palace;
- De korte Cockspur Street loopt naar het oostnoordoosten, richting Pall Mall.

## Naam: ontlening en uitlening

A map showing the Charing Cross ward of Westminster Metropolitan Borough as it appeared in 1916

Het eerste deel van de naam stamt van het dorpje Charing en is afgeleid van het Oudengelse woord cierring of ċerring, waarmee een bocht of draai in een weg of rivier aangeduid wordt. Dat kan de genoemde bocht in de Theems zijn, of een bocht in een Romeinse weg ten westen van het toenmalige Londen. De naam Cross verwijst naar het laatste van twaalf Eleanorkruisen die Eduard I vanaf 1290 liet bouwen aan de route waarlangs het gebalsemde lichaam van zijn vrouw Eleonora van Castilië naar Londen was gebracht.
Het kruis of het kruispunt heeft zijn naam onder andere gegeven aan het bekende treinstation London Charing Cross met het Charing Cross Hotel en aan metrostation Charing Cross en het Charing Cross-hospitaal. Verder droeg een Londense ward (kiesdistrict) deze naam. 

## Kruis en standbeeld
In 1643, tijdens de Engelse Burgeroorlog, beval het parlement de afbraak van het vervallen kruis, maar de sloop werd vermoedelijk pas in 1647 serieus aangepakt. In 1675 werd exact op deze plaats een ruiterstandbeeld van Karel I geplaatst, dat vermoedelijk in 1633 gemaakt was in opdracht van van Richard Weston, de Chancellor of the Exchequer en een vertrouweling van Karel I. Weston stierf vrij kort na de voltooiing van het beeld en het is onduidelijk of het ooit heeft gestaan op de beoogde plaats bij zijn landhuis in Roehampton. De smid die van het parlement opdracht tot sloop gekregen had, verborg het beeld en in 1660, na de Restauratie van de monarchie, werd het ontdekt door Westons zoon Jerome Weston. In 1675 kwam het in handen van koning Karel II, die het op Charing Cross liet plaatsen.
Van het kruis dat omstreeks 1293 voltooid werd, zijn geen duidelijke afbeeldingen of beschrijvingen bekend en het vervangende Victoriaanse kruis dat in 1865 werd geplaatst, is groter en overdadiger versierd. Het is 21 meter hoog en staat op het voorplein van het treinstation Charing Cross, 200 meter noordoostelijk van het oorspronkelijke kruis.

## Kilometer nul
Charing Cross is het traditionele nulpunt voor afstanden in Londen, hoewel de betekenis daarvan teruggelopen is met de opheffing van Graafschap Londen in 1965. Enkele meters achter het ruiterstandbeeld ligt in het plaveisel een plaquette met de tekst:
On the site now occupied by the statue of King Charles was erected the original Queen Eleanor's Cross, a replica of which stands in front of Charing Cross station. Mileages from London are measured from the site of the original cross.
Vrij vertaald: Op de plaats waar nu het standbeeld van koning Karel staat, stond het oorspronkelijke Eleanorkruis, waarvan een replica voor het Charing Cross-station staat. Afstanden in Londen worden gemeten vanaf de plaats van het oorspronkelijke kruis.